# 프링글스
프링글스(영어: Pringles)는 켈로그에서 판매하는 감자 스낵 제품이다.

## 역사
1968년 10월 미국의 프록터 앤드 갬블에서 최초로 판매되었다. 프링글스라는 이름은 프링글스의 원료인 감자와 두운을 맞춘 이름을 찾던 중 그래서 제일 처음 P로 시작하는 도로의 이름을 찾기 시작했는데 마침 프링글스 직원 중 한 명이 Pringles Drive 근처에 살고 있었고, 프링글스라는 이름을 제안해서 정해졌다. 2012년 2월 15일 프록터 앤드 갬블이 프링글스 브랜드 사업을 시리얼류로 유명한 식품 기업인 켈로그에 양도하였다. 대한민국에서도 2012년 3월까지는 한국P&G에서 유통을 맡았으나 켈로그가 인수한 이후에는 농심켈로그에서 유통을 맡고 있다.

## 제조 방법
프링글스는 건조시킨 감자를 타원형으로 반죽한 후에 옥수수 기름, 면실유, 해바라기 기름을 혼합한 순식물성 기름에 튀겨서 제조된다. 그런 다음 원형 캔에 내용물을 주입한 후 질소로 충전하고, 다시 알루미늄 포일로 밀봉한다. 벨기에와 미국에서 생산된 완제품을 그대로 수입해 판매한다.

## 성분
프링글스에는 약 42%의 감자가 있으며 나머지는 밀가루 전분과 가루(감자, 옥수수, 쌀)를 식물성 기름, 유화액, 소금, 양념과 섞어서 만든다. 그 밖의 성분으로는 말토덱스트린, 덱스트로스, 글루탐산 나트륨(MSG) 등의 감미료가 포함될 수 있다. 프링글스는 재료에 따라 그 종류가 다양하다.

## 사건
2008년 7월, 영국 고등법원에서는 프링글스가 감자 반죽으로부터 만들어지는 점 등을 들어 프링글스가 감자칩이 아니라고 판결했다. 2009년 항소에서는 판결을 뒤집고, 과자류에 붙는 세금을 내도록 하였다.

## 차이점
프링글스는 한국에서 판매되는 다른 감자칩에 비해 소금과 각종 조미료가 많이 함유되어 있어서 여러 가지 종류가 판매됨에도 모두 소금맛이라고 풍자되기도 한다. 단, 미국에서 판매되는 감자칩에 비하면 오히려 조미료가 적은 편이다. 그리고 다른 감자칩에 비해 기름기가 적고 바삭함이 강하다. 다른 여느 감자칩과 같이 프링글스의 어떤 맛에는 L-글루타민산나트륨(MSG)이 들어간다. 하지만 오리지널에는 들어가지 않는다. 열량은 110g 한 개 기준으로 590kcal이다.

## 종류
다양한 맛과 크기(170g, 50g, 23g)의 프링글스가 판매되고 있으며, 지방과 칼로리를 줄인 프링글스 라이트도 있다.
원래 큰 캔 통은 170g이었으나 140g로 줄어들었다. 한국에서는 미국산과 벨기에산의 140g이 판매되었으나 2010년에서부터 말레이시아산을 수입하기 시작하면서 현재의 110g으로 줄어들었고, 미국산 특유의 자극적인 맛도 상당히 줄어들어서 여기에 대해 비판이 많다. 롯데마트 등 롯데계열 일부 매장이나, 이마트, 킴스클럽 등 이랜드 계열 매장에서는 미국산을 직수입해 판매되고 있다.
| - Original (오리지널) - Loaded Baked Potato (구운 감자) - Sour Cream & Onion (사워 크림 & 양파) - Jalapeño (할라페뇨) - Chili Cheese (칠리 치즈) - Pizza (피자) - shiracha asian chille sause (세라차 아시안 칠리 소스) - Cheddar Cheese (체더 치즈) - Ranch (렌치) - Barbecue (바비큐) - Salt & Vinegar (소금과 식초맛) - Bacon Ranch (베이컨 렌치) - Spicy Guacamole (매운 구아카몰레) - Reduced Fat Original (리듀스드 팻 오리지널) - Reduced Fat Sour Cream & Onion (리듀스드 팻 사워 크림 & 양파) - Fat Free Original (팻 프리 오리지널) - Fat Free Sour Cream & Onion (팻 프리 사워 크림 & 양파) - Fat Free Jalapeño (팻 프리 할라페뇨) - Fat Free Barbecue (팻 프리 바비큐) - Multi Grain Original (멀티그레인 오리지널) - Multi Grain Sour Cream & Onion (멀티그레인 사워 크림 & 양파) - Original (오리지널) - Salt & Vinegar (소금과 식초맛) - Paprika (파프리카) - Hot & Spicy (매운맛) - Sour Cream & Onion (사워 크림 & 양파) - Cheese & Onion (치즈와 양파맛) - Thai Sweet Chilli (타이 스윗 칠리) - prawn cocktail (프라운 칵테일) - Texas BBQ (텍사스 바베큐) - Smokey Bacon (스모키 베이컨) - Roast Chicken & Herbs (로스트 치킨 & 허브) - Multi Grain Original (멀티그레인 오리지널) - Multi Grain Sour Cream & Onion (멀티그레인 사워 크림 & 양파) | - 오리지널 - 사워 크림 & 양파 (sour cream & onion) - 피자 - 와일드 스파이시 - 스모키 비비큐 (BBQ) - 핫 & 스파이시 - 치즈 - 솔트 & 씨위드 - 허니머스타트 - 토마토 (판매중단) - 통후추 (판매중단) - 와일드 콘소메 (판매중단) - 펑키소이 (판매중단) - 마일드 (판매중단) - 카레 (판매중단) - 멀티그레인 - 마요치즈 (한정판매) - 갈릭 버터 (한정판매) - 갈릭 솔트 (한정판매) - 솔트 & 페퍼 (한정판매) - 스윗칠리 (한정판매) - 할라피뇨 - 버터 카라멜 - 김맛 - BLACK PEPPER CRAB (고추&게맛) - 새우맛 - 딸기맛 - 원칩 |

## 다양한 용도
프링글스 캔 안이 금속성을 띠고 있으며 긴 모양을 하고 있기 때문에, 캔테나로 알려져 있는 Wi-Fi 네트워크 안테나를 만들기 위하여 사용되기도 한다. 이 캔테나는 반경 최대 4km 내의 무선랜 신호를 잡아낼 수 있는데, 2010년 이후 캔이 작아져서 제작하기 어려워졌다. 칩 브랜드의 몇몇 팬들은 그림붓과 같은 자그마한 물건의 보관을 위해서 유용한 빈 홀더를 모으기도 한다.
디지털 카메라에서 반투명인 프링글스 캔 뚜껑을 카메라 렌즈 앞에 설치해 화이트 밸런스를 맞춰 사진을 촬영하기도 한다.

## 스폰서
- 프링글스 MSL

## 마케팅
프링글스는 미국, 캐나다, 영국, 호주, 아일랜드 등지에서는 기존 슬로건인 "Once you pop, you can't stop." 과 더불어 "Once you pop, the fun don't stop."라는 슬로건을 내걸고 광고되고 있다.